# Terra Indígena Trocará
A Terra Indígena Trocará é uma terra indígena localizada no estado brasileiro do Pará. Regularizada e tradicionalmente ocupada, tem uma área de 21 722 hectares e uma população de 480 pessoas, do povo Asurini do Tocantins.